# Shankarpur
Shankarpur är ett samhälle i Indien. Det ligger i distriktet Madhepura och delstaten Bihar, i den nordöstra delen av landet, 1 000 km öster om huvudstaden New Delhi. Shankarpur ligger 52 meter över havet och antalet invånare är 82 519.
Terrängen runt Shankarpur är mycket platt. Runt Shankarpur är det tätbefolkat, med 683 invånare per kvadratkilometer. Shankarpur är det största samhället i trakten. Trakten runt Shankarpur består till största delen av jordbruksmark.